# Clemens August Maria Droste zu Vischering
Clemens August Maria Droste zu Vischering (* 15. Februar 1742 in Münster; † 13. Juli 1790 im Schloss Darfeld) war fürstbischöflich-münsterscher Amtsdroste in den Ämtern Ahaus und Horstmar.

## Leben

### Herkunft und Familie
Clemens August Maria Droste zu Vischering entstammte als Sohn der Eheleute Adolf Heidenreich Droste zu Vischering und Antoinette Maria Johanna von Ascheberg zu Botzlar der Adelsfamilie Droste zu Vischering, eine der ältesten und bedeutendsten Familien im Hochstift Münster. Der Vater ließ 1753 bis 1757 den Erbdrostenhof in Münster erbauen, den die Familie fortan bewohnte.
Er heiratete 1768 im Schloss Vorhelm Sophia Alexandrina Droste zu Füchten (1748–1817). Aus der Ehe gingen zwei Töchter hervor. Rosine (1777–1819) war mit Maximilian Anton von Boeselager verheiratet. Unter den sieben Söhnen waren Adolf Heidenreich (Nachfolger des Vaters als Droste), Kaspar Maximilian (Bischof von Münster), Franz Otto (katholischer Theologe und Publizist), Clemens August (Erzbischof von Köln), Maximilian Heidenreich (Landrat in Brilon) und Joseph (Obersthofmeister und k. k. Feldmarschallleutnant).

### Beruflicher Werdegang
Clemens August setzte die über 250 Jahre währende Familientradition fort und wurde, nachdem sein Vater auf die Ausübung des Drostenamtes verzichtet hatte, am 8. Februar 1765 zum Drosten der Ämter Ahaus und Horstmar im Hochstift Münster ernannt. Am gleichen Tage wurde er auch zum Adeligen Landrat ernannt. Clemens August blieb bis zu seinem Tod im Drostenamt. Sein ältester Sohn Adolf Heidenreich übernahm noch am Todestage die Amtsgeschäfte. Er war Erbdroste und Geheimer Rat.